# Halle (Sassonia-Anhalt)
Halle, ufficialmente Halle (Saale) (dal XV al XVII secolo: Hall in Sachsen, fino all'inizio del XX secolo: Halle an der Saale, dal 1965 al 1995: Halle/Saale), è una città extracircondariale di 242 083 abitanti della Sassonia-Anhalt, in Germania. È la maggiore città del Land, sebbene non ne sia il capoluogo.

## Geografia fisica
I maggiori centri nelle vicinanze sono Lipsia, circa 30 km a sud-est, Berlino, circa 130 km a nord-est e Dresda, circa 150 km a sud-est. La città è bagnata dal fiume Saale.

## Storia
Nominata per la prima volta nell'anno 806 con il nome di Halla, il luogo era già abitato in epoca celtica e germanica.
Nel IX secolo la città acquisì una certa importanza grazie al commercio del salgemma estratto nelle sue vicinanze.
Distrutta dagli Ungari nel 906-908, risorse velocemente; appartenne poi ai vescovi di Magdeburgo, fu libera città anseatica e nel 1541 aderì alla Riforma.
Durante la guerra dei Trent'anni fu più volte devastata dai vari eserciti in campo.
Nel 1680 fu annessa dalla Marca di Brandeburgo e nel 1694 vi fu fondata l'università.
Nel XIX secolo ebbe il suo maggiore sviluppo, grazie ai vicini giacimenti carboniferi e alla sua posizione geografica favorevole, che aiutò l'insediamento di numerose industrie.
Dopo la seconda guerra mondiale Halle fu il capoluogo della regione amministrativa di Sassonia-Anhalt, la quale tuttavia ebbe breve vita in quanto nel 1952 il governo della Repubblica Democratica Tedesca (DDR) abolì i suoi "Länder". Nella DDR, ossia fino al 1990, Halle fu capoluogo del distretto amministrativo ("Bezirk") di Halle.
Negli anni sessanta fu costruito il grande quartiere residenziale Halle-West, destinato ai lavoratori dell'industria chimica, che ebbe lo status di città indipendente dal 1967 al 1990 con il nome di Halle-Neustadt.
Quando il land Sassonia-Anhalt fu riattivato come Bundesland, ne divenne capitale Magdeburgo.
Nel 2006 Halle ha compiuto 1 200 anni.
Il 9 ottobre 2019 due persone furono uccise, e altre due ferite, in un attentato antisemita contro la sinagoga della città, avvenuto durante la festività dello Yom Kippur l'azione è stata attribuita dalla procura federale a gruppi estremistici di destra 

## Monumenti e luoghi d'interesse
Tra i monumenti sono da ricordare la cattedrale gotica del XIV secolo, numerose chiese tra cui la Unsere Liebe Frau (sec. XVI), il palazzo municipale realizzato tra il XV e XVI secolo e l'antica Moritzburg che ospita un museo.

## Società

### Evoluzione demografica
La città ha subito una forte contrazione demografica a partire dagli anni novanta del secolo scorso dovuta alla forte disoccupazione, causata dall'inadeguatezza delle industrie della ex DDR ad affrontare l'economia occidentale, che ha spinto numerosi abitanti a emigrare nei Länder occidentali più ricchi.

## Economia
La città è ancora sede di numerose industrie, nell'ambito della siderurgia, meccanica, chimica, alimentari tessili, e della gomma.

## Cultura

### Istruzione e ricerca
Lo sviluppo di Halle come centro di istruzione superiore partì verso la fine del XVII secolo, nel 1694 venne fondata l'università di Halle e nel 1698 le Franckesche Stiftungen, istituite da August Hermann Francke. L'università, guidata nel tempo da Christian Thomasius e Christian Wolff che furono entrambi rettori, fu una delle roccaforti dell'illuminismo in Germania. La casa di quest'ultimo è sede del Stadtmuseum Halle. Frequenti furono i contrasti con i rappresentanti del pietismo. Con studiosi come Alexander Gottlieb Baumgarten, Johann Christian Reil e Friedrich Schleiermacher l'università di Halle divenne celebre in tutta la Germania.
Presso l'Università di Halle si formò il giurista Jacob Gabriel Wolff che in seguito vi rivestì vari incarichi, sia nella facoltà di giurisprudenza, sia quale prorettore nel 1736 e nel 1751/52.
Dopo una breve chiusura durante l'epoca di Napoleone Bonaparte l'università venne unificata con quella di Wittenberg e assunse il nome attuale, Università "Martin Lutero" di Halle-Wittenberg.
Collegate all'università sono le fondazioni dell'osservatorio astronomico (1788) e dell'orto botanico (1694).
Oltre all'università a Halle ha sede anche l'Accademia Cesarea Leopoldina, fondata nel 1652.
Nel 1685, ad Halle nacque ed ebbe la propria formazione il grande compositore Georg Friedrich Händel.

## Geografia antropica

### Suddivisione amministrativa
Halle si divide in 5 distretti urbani (Stadtbezirk), a loro volta divisi in quartieri (Stadtteil):
- 1. Halle-Mitte, con i quartieri:
  - Altstadt
  - Südliche Innenstadt
  - Nördliche Innenstadt
- 2. Halle-Nord
  - Paulusviertel
  - Am Wasserturm / Thaerviertel
  - Landrain
  - Frohe Zukunft
  - Trotha
  - Industriegebiet Nord
  - Gottfried-Keller-Siedlung
  - Giebichenstein
  - Seeben
  - Tornau
  - Mötzlich
- 3. Halle-Ost
  - Gebiet der DB
  - Freiimfelde / Kanenaer Weg
  - Dieselstraße
  - Diemitz
  - Dautzsch
  - Reideburg
  - Büschdorf
  - Kanena / Bruckdorf
- 4. Halle-Süd
  - Lutherplatz / Thüringer Bahnhof
  - Gesundbrunnen
  - Südstadt
  - Damaschkestraße
  - Ammendorf / Beesen
  - Radewell / Osendorf
  - Planena
  - Wörmlitz / Böllberg
  - Silberhöhe
- 5. Halle-West
  - Nördliche Neustadt
  - Südliche Neustadt
  - Westliche Neustadt
  - Gewerbegebiet Neustadt
  - Lettin
  - Heide-Nord / Blumenau
  - Saaleaue
  - Kröllwitz
  - Heide-Süd
  - Nietleben
  - Dölauer Heide
  - Dölau

## Infrastrutture e trasporti

### Ferrovie
La stazione centrale è la principale stazione ferroviaria della città, servita dalla S-Bahn della Germania Centrale.

### Rete tranviaria
La città è servita da una rete tranviaria composta di 13 linee diurne e 2 linee notturne.

### Gemellaggi
- Oulu, dal 1968
- Coimbra, dal 1974
- Linz, dal 1975[7]
- Grenoble, dal 1976
- Karlsruhe, dal 1987
- Hildesheim, dal 1992
- Ufa, dal 1997
- Sfax, dal 2014

## Sport
La squadra di calcio cittadina è lo Hallescher FC che gioca dal 2024 in quarta serie.